# Mjölkudden
Mjölkudden este o arie protejată (arie specială de conservare — SAC, sit de importanță comunitară — SCI) din Suedia întinsă pe o suprafață de 2,4 ha, integral pe uscat.

## Localizare
Centrul sitului Mjölkudden este situat la coordonatele 58°48′49″N 12°26′42″E / 58.8135°N 12.4451°E.

## Înființare
Situl Mjölkudden a fost declarat sit de importanță comunitară în iunie 2001 pentru a proteja 1 specie de plante. Situl a fost protejat și ca arie specială de conservare în martie 2011.

## Biodiversitate
Situată în ecoregiunea boreală, aria protejată nu include niciun habitat protejat.
La baza desemnării sitului se află o specie protejată de  plante: Saxifraga osloensis.